# Pedro de Lencastre
Pedro de Lencastre (Azeitão, 1608 - 23 de abril de 1673). Noble de Portugal, fue el 5.º duque de Aveiro y el 5.º marqués de Torres Novas. Hijo de la 3.º duquesa de Aveiro, Juliana y de Álvaro de Lencastre, heredó el ducado de su sobrino, Ramón que no tuvo hijos legítimos. Su sobrina, María de Guadalupe, le promovería famoso proceso.
Cuando heredó el ducado, Pedro era Arzobispo e Inquisidor mayor del reino y, por ser eclesiástico, no tuvo hijos. Dedicado a la vida eclesiástica, frecuentó la Universidad de Coímbra, luego fue nombrado obispo de Guarda por Juan IV, consejero de Estado en 1648, arzobispo de Évora (transferido para Braga nuevamente), presidente de la mesa del Desembargo del Palacio 1651 y, luego 1654, ocupando la prelacía bracarense. En 1671 fue elegido arzobispo titular de Sida, inquisidor mayor. 
Cuando su sobrino Ramón fue para España, la casa de Aveiro fue confiscada, mas Pedro y otros hidalgos se opusieron a la sentencia y después de larga lucha, venció Pedro, siendo en 1668 reconocido heredero de la casa, 5.º duque de Aveiro y marqués de Torres Novas. Para arrancar la sentencia final, escribió al padre Bebiano Pinto da Silva, la «Allegaçam de direito por o senhor D. Pedro, sobre a successão de estado casa e título duque de Aveiro», Lisboa, 1666, y «Satisfação que se dá ao que a favor do sr. Marquez de Gouvêa, etc. contra o direito sabido do sr. D. Pedro, etc». Lisboa, 1667.
Su sobrina, María Guadalupe, que acompañara a su madre y a su hermano Ramón para España, una vez hecha la paz entre España y Portugal en 1668, promovió una nueva demanda contra Pedro, pretextando sus derechos sobre la casa de Aveiro. Se presentaron también otros pretendientes. Pocos años después de comenzada la cuestión, falleció Pedro, no dejando, con todo, de proseguir el litigio, que solo se decidió en 1679 a favor de María Guadalupe.
- Datos: Q5412800